# Mount Boyles
Mount Boyles ist mit 1485 m der höchste Berg der Thomas Mountains südlich der Sweeney Mountains im westantarktischen Ellsworthland.
Entdeckt und grob kartiert wurde er bei der US-amerikanischen Ronne Antarctic Research Expedition (1947–1948). Der United States Geological Survey nahm anhand eigener Vermessungen und Luftaufnahmen der United States Navy aus den Jahren von 1961 bis 1967 eine detailliertere Kartierung vor. Das Advisory Committee on Antarctic Names benannte ihn nach Joseph Michael Boyles, Geologe einer Mannschaft des Survey, die den Berg zwischen 1977 und 1978 besuchte.